# Idris agraensis
Idris agraensis är en stekelart som beskrevs av Durgadas Mukerjee 1981. Idris agraensis ingår i släktet Idris och familjen Scelionidae. Inga underarter finns listade i Catalogue of Life.